# Beat This Summer
Beat This Summer è un singolo del cantautore statunitense Brad Paisley, il secondo (terzo in Europa) estratto dal suo decimo album in studio Wheelhouse, pubblicato il 9 aprile 2013.

## La canzone
Beat This Summer è un brano in cui il narratore si rende conto che l'estate che sta vivendo con la sua ragazza finirà presto, e che non potrà mai trascorrere un'estate migliore.

## Video musicale
Il video ufficiale del brano, girato al molo di Santa Monica, a Los Angeles. Vede come protagonisti una coppia di bambini che vivono una storia d'amore estiva. Alla fine del video, il bambino si rivela essere lo stesso Paisley da giovane.
Il video è stato pubblicato il 12 aprile 2013. In seguito alla distribuzione del singolo in Europa, il video del brano ha riscosso un grande successo, soprattutto in Italia, nel corso dell'estate del 2015.

## Formazione
- Brad Paisley – voce, chitarra elettrica, chitarra acustica
- Justin Williamson – violino, mandolino
- Kendal Marcy – banjo, tastiere, pianoforte
- Ben Sesar – batteria
- Randle Currie – dobro, steel guitar

## Classifiche
Nel mese di giugno del 2013 il brano ha raggiunto la posizione #43 nella Billboard Hot 100 e la #2 nella classifica Country. In Italia, sebbene non sia mai entrato in classifica, il video ufficiale del brano ha suscitato molta attenzione su YouTube.
| Classifica (2013)               | Posizione massima |
| ------------------------------- | ----------------- |
| Canada (Billboard)              | 3                 |
| Stati Uniti (Billboard Hot 100) | 43                |
| Stati Uniti (Country)           | 2                 |
| Stati Uniti (Country Streaming) | 9                 |